# 인터넷 카페

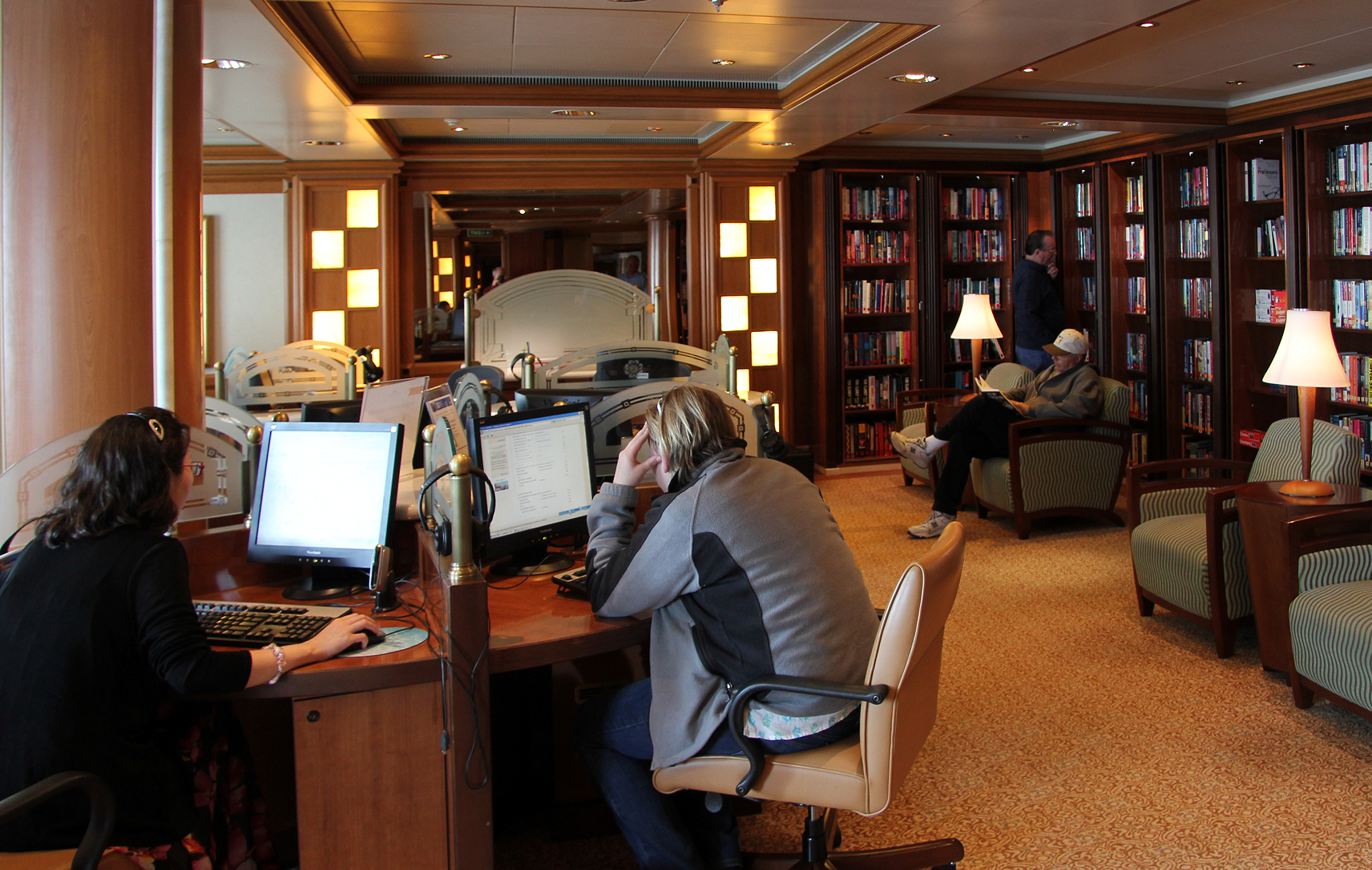
도서관과 인터넷 카페를 합친 카페

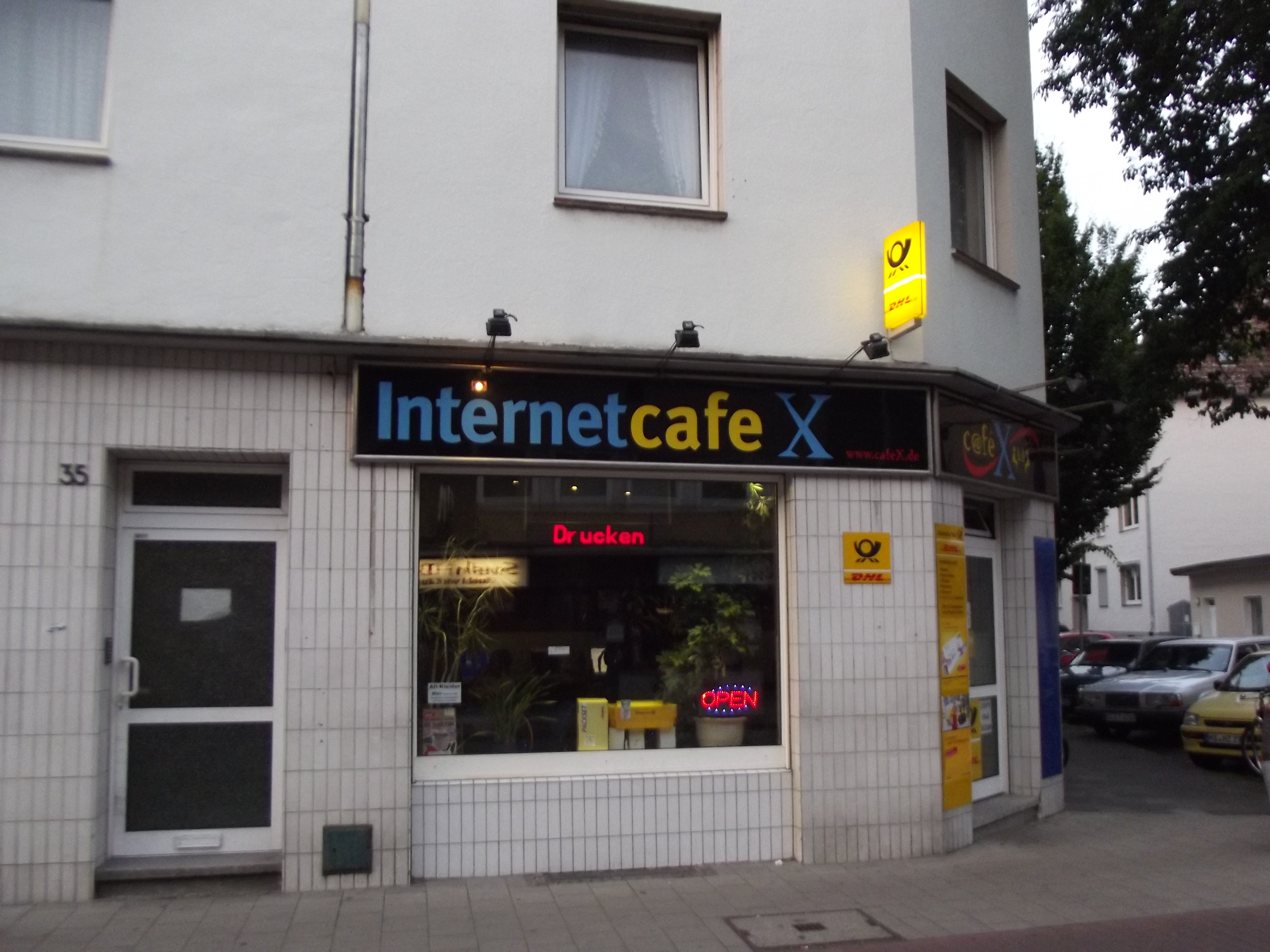
독일의 인터넷 카페

인터넷 카페(internet café)는 컴퓨터를 설치하여 인터넷에 접속할 수 있도록 한 카페로 전자 카페(electronic café)라고도 한다. 고객에게 다과(茶菓)을 제공하는 것 외에 인터넷에 접속할 수 있는 개인용 컴퓨터가 설치되어 있어서, 인터넷이나 PC통신도 할 수 있는 카페이다. 카페의 일부 공간에 PC를 설치하거나, 프리랜서들이 이용할 수 있는 사무실 대여 공간으로 활용이 되곤했다. 현재 널리 대중화되어있는 위워크(We-work)와 PC방으로 발전하게 되었다.

## 같이 보기
- PC방